# لويز بيرس
لويز بيرس (بالإنجليزية: Louise Pearce)‏ هي طبيبة أمريكية، ولدت في 5 مارس 1885 في وينتشتر ‏ في الولايات المتحدة، وتوفيت في 10 أغسطس 1959 في نيويورك في الولايات المتحدة. ساعدت في تطوير علاج لمرض النوم الإفريقي (داء المثقبيات الأفريقي). كان مرض النوم وباءً قاتلًا دمر عدة مناطق في إفريقيا، وقتل نحو ثلثي سكان أوغندا بين عامي 1900 و1906 فقط. عملت بيرس مع علماء الكيمياء مثل والتر إبراهام جاكوبس ومايكل هايدلبرغر وعالم الأمراض وادي هامبتون براون، لتطوير واختبار أدوية الزرنيخ واستخدامها في علاج المرض. في عام 1920، سافرت لويز بيرس إلى الكونغو البلجيكية حيث صممت ونفذت بروتوكولات اختبار الدواء على البشر للتأكد من سلامة عقار تريبارساميد وكفائته ومعرفة جرعته المثالية. أثبت العقار فعاليته في علاج المرض، وكان سببًا في شفاء نحو 80% من المرضى.
نالت بيرس جائزة المرتبة الملكية البلجيكية جزاء عملها في مكافحة مرض النوم (في عام 1920[ أو 1921). وفي عام 1953، واصلت بلجيكا تكريمها، إذ عينتها وفريقها كمسئولين برتبة الأسد الملكية.
طورت بيرس بنجاح بروتوكولات استخدام تريبارساميد في مرض الزهري. كما قضت الكثير من حياتها المهنية لدراسة نماذج الحيوانات المصابة بالسرطان.

## النشأة
ولدت لويز بيرس في 5 مارس 1885، في وينشستر، ماساشوستس. كانت الطفلة الصغرى لتشارليز بيرس وسوزان إليزابيث هويت. وكان لهم ولد لاحقًا، يدعى روبرت. انتقلت العائلة إلى كاليفورنيا، حيث درست لويز في مدرسة البنات الجماعية في لوس أنجلِس.

## التعليم والتدريب
نالت لويز بيرس درجة بكالوريوس الآداب في علم وظائف الأعضاء وعلم الأنسجة من جامعة ستانفورد في عام 1907. كانت بيرس عضوة في باي بيتا فاي. كما أنها درست في جامعة بوسطن من عام 1907 حتى 1909، والتحقت بكلية الطب في جامعة جونز هوبكنز في عام 1907. في عام 1912، حصلت على درجة دكتور في الطب من جونز هوبكنز، وتخرجت وترتيبها الثالثة على دفعتها. ثم عملت بعد ذلك لمدة عام في المستشفى كطبيبة أولى، لتعمل في عيادة فيبس للطب النفسي. أوصى دكتور ويلش ببيرس في جونز هوبكنز قائلًا عنها «عالمة أمراض واعدة.»

## معهد روكفلر
في عام 1913، تقلدت بيرس منصبًا بحثيًّا في معهد روكفلر، وهي أول امرأة تُعيَّن في مثل هذا المنصب. عملت كمساعدة لمدير المعهد دكتور سايمون فلكسنر. ظلت بيرس في المعهد لما تبقى من حياتها المهنية، من 1913 حتى 1951. حصلت على ترقية لتصبح عضوة منتسبة في 1923. قضت بيرس أغلب وقتها أثناء العمل في المعهد في مساعدة دكتور وادي هامبتون براون. حصلت بيرس على ترقية من مساعدة إلى منتسبة، لكنها لم تصبح عضوة كاملة العضوية أبدًا في المعهد.

## مرض النوم
كان مرض النوم وباءً قاتلًا أدى إلى إبادة مناطق كاملة في إفريقيا.
تبدأ أعراض المرض بالظهور بصورة خفية، بتغيرات بسيطة في الحالة العقلية للمريض، يلاحظها أقرباؤه. ثم تقل قدرة المريض على العمل، وتزيد رغبته إلى الجلوس والراحة بشكل يفوق المعتاد، وفي هذا الوقت تظهر عليه أعراض أخرى مثل الصداع وآلام مؤقتة في الجزء العلوي من الصدر. ثم تتغير تعبيرات الوجه، بعد أن كانت سعيدة وذكية، لتصير ثقيلة ولامبالية. وبمجرد ظهور تلك الأعراض، يبدأ المرض في مساره الحاد أو أقل أو أكثر من المزمن، ليتطور بعد ذلك إلى النهاية القاتلة. ترتفع درجة الحرارة عن 101 أو 102 فهرنهايت، لتقل عن الدرجة الطبيعية في الصباح، بمدى أربع درجات أو أكثر، ويتسارع النبض ذو الضغط الضعيف للغاية، إذ يتراوح بين 90 إلى 130 نبضة في الدقيقة. هذان العرضان مهمان للغاية في التشخيص عند التعرف على المرض للمرة الأولى. يتدهور المريض من حالة الخمول إلى الغيبوبة، وفيها لا يمكن إفاقة المريض إلا بصعوبة، وتهبط الحرارة لأقل من الطبيعي، وربما يصاب بنوبات تشنج في حالات نادرة، ليموت المريض في حالة غيبوبة كاملة. هذا هو المسار الشائع للحالة الحادة من المرض، تستغرق الأعراض فيه نحو شهر أو ست أسابيع لتكتمل.
بحلول عام 1903، أثبت الباحثون أن سبب مرض النوم هو المثقبية البروسية، وهو طفيل يعيش ويتكاثر خارج الخلايا في دم البشر وسوائل أنسجتهم. كما عرف الباحثون أن المثقبية البروسية تنتقل إلى الإنسان عن طريق ذبابة تسي تسي. وكان هناك بعض الاقتراحات عن استخدام مستحضرات الزرنيخ في علاج المرض، لكن العلاج الفعال لم يكن موجودًا بعد.
في معهد روكفلر، نظَّم سايمون فلكسنر مجموعة لاختبار مركبات الزرنيخ. وذلك بناءً على أعمال باول إرليخ في ألمانيا، الذي طور عقارًا مشتقًا من الزرنيخ يسمى سالفارسان لعلاج الزهري. وبناءً على هذا العمل، صنع الكيميائي والتر جاكوبس وعالم المناعة مايكل هايدلبرغر 243 مركبًا محتملًا من مشتقات الزرنيخ، باختلاف مجموعات الميثيل والأميد والحلقات الجانبية المعقدة. درست بيرس مع براون النماذج الحيوانية في الجرذان والفئران والأرانب، لفهم مسار المرض بشكل أفضل، واختبرا العلاج المحتمل لتقييم كفائته المبدئية. في الفئران والجرذان، مال الطفيل إلى البقاء في الدم، بينما اقتحم الجهاز العصبي المركزي في الأرانب، وهو شكل يمكن مقارنته بما حدث في البشر. كان تريبارساميد هو العقار الأكثر نجاحًا في كل البدائل، وهو عقار مشتق من أتوكسيل، الذي تحولت فيه مجموعة الكربوكسيل إلى أميد لتقليل سمية الدواء.
أرسل معهد روكفلر لويز بيرس إلى كينشاسا في الكونغو البلجيكية في عام 1920 لاختبار عقار تريبارساميد، «ثقةً في شخصيتها القوية لحمل هذه المهمة غير السهلة بالنسبة لطبيبة، كونها مهمة محفوفة بالمخاطر». عملت هناك مع المستشفى المحلي والمختبر لتصميم وتنفيذ بروتوكولات اختبار الدواء للتجارب البشرية والتحقق من سلامة الدواء وفعاليته ومعرفة الجرعة المثالية، والتأكد من أن معظم المرضى، حتى في المراحل المتأخرة من المرض، يمكن إنقاذهم. أظهرت التجارب البشرية أن الأعراض الجانبية الحادثة مع مركبات الزرنيخ الأخرى، مثل تلف العصب البصري وفقدان النظر، يمكن أن تحدث مع هذا الدواء مع الجرعات المرتفعة أو المتكررة.
فضلًا عن ذلك، أصبح العقار الدواء المثالي لعلاج مرض النوم كيميائيًّا لعدة عقود. كان المركب قادرًا على الدخول إلى الجهاز العصبي المركزي، ليكون الدواء الأول الذي يمكن استخدامه للمراحل المتأخرة من مرض النوم. كان من السهل تناول الدواء، كما كان سريع المفعول، وعالج نحو 80% من المرضى. أظهرت الأبحاث اللاحقة أن فعالية هذا الدواء تبلغ قيمتها القصوى في إحدى أشكال المرض وهي المثقبية البروسية الغامبية وأقل كفاءة في المثقبية البروسية الروديسية.

## الزهري
درس كل من براون وبيرس مرض الزهري في الأرانب، خلال مدة تبلغ ست سنوات. امتدت تحقيقاتهما الواسعة لفهم المرض، الذي كان يأخذ مسارًا في الأرانب يشبه المسار الذي يأخذه في البشر. إذ لاحظا تحديدًا انتشار البكتيريا الملتوية خلال الجهاز الليمفاوي بعد دخوله إلى منطقة واحدة، ونشوء الإصابات الزهرية في مناطق بعيدة عن منطقة حضانة البكتيريا الأصلية، ونشوب العدوى الكامنة من العقد الليمفاوية في غياب أي أعراض واضحة.
كما أنهما استكشفا عقار تريبارساميد كعلاج ممكن للزهري. لم تكن كفاءة هذا الدواء في مكافحة البكتيريا الملتوية مثل كفائته في مكافحة المثقبية البروسية، ولكن قدرته على عبور الجهاز العصبي المركزي جعلت منه دواءً مفيدًا للزهري في المخ والنخاع الشوكي في الحالة المزمنة من المرض، ووهن العضلات العام. تريبارساميد كان العلاج الأساسي لعلاج الزهري حتى استُبدل بالبنسيلين في عام 1950.